# Aït Benhaddou
Aït Benhaddou (tiếng Berber: Ath Benhadu, tiếng Ả Rập: آيت بن حدو) là một thành phố công sự Berber (ksar) dọc theo tuyến đường lữ hành cũ giữa Sa mạc Sahara và Marrakech ngày nay thuộc Maroc. Hầu hết người dân sống tại đây bị thu hút bởi hoạt động thương mại và du lịch, sống trong những ngôi nhà hiện đại hơn ở một ngôi làng bên kia sông, mặc dù vẫn còn bốn gia đình sống trong những ngôi nhà cổ của Aït Benhaddou. Bên trong các bức tường của Ksar là một số Kasbah. Đây là một ví dụ tuyệt vời về kiến trúc đất sét tại Maroc và là một Di sản thế giới được UNESCO công nhận từ năm 1987.

## Điện ảnh
Aït Benhaddou nổi tiếng khi là nơi quay rất nhiều các bộ phim nổi tiếng như:
- Chúa Giêsu thành Nazareth (1977)
- Viên ngọc quý của sông Nin (1985)
- Bầu trời che chở (1990)
- Kundun (1997)
- Xác ướp (1999)
- Võ sĩ giác đấu[2] (2000)
- Alexander (2004)
- Babel (2005)
- Vương quốc thiên đường (2005)
- Hoàng tử Ba Tư: Dòng cát thời gian (2010)
- Con của Chúa (2014)
- Seri phim Game of Thrones[3]
- O Clone

## Hình ảnh

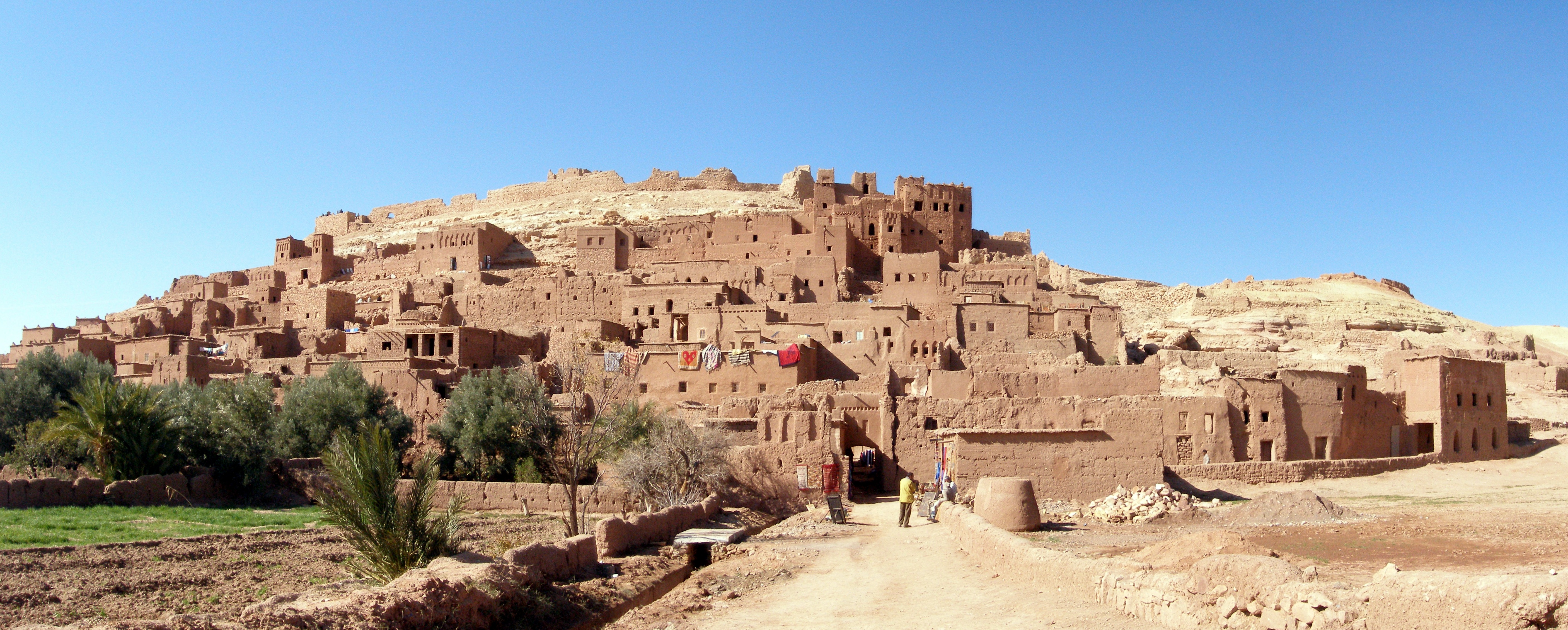
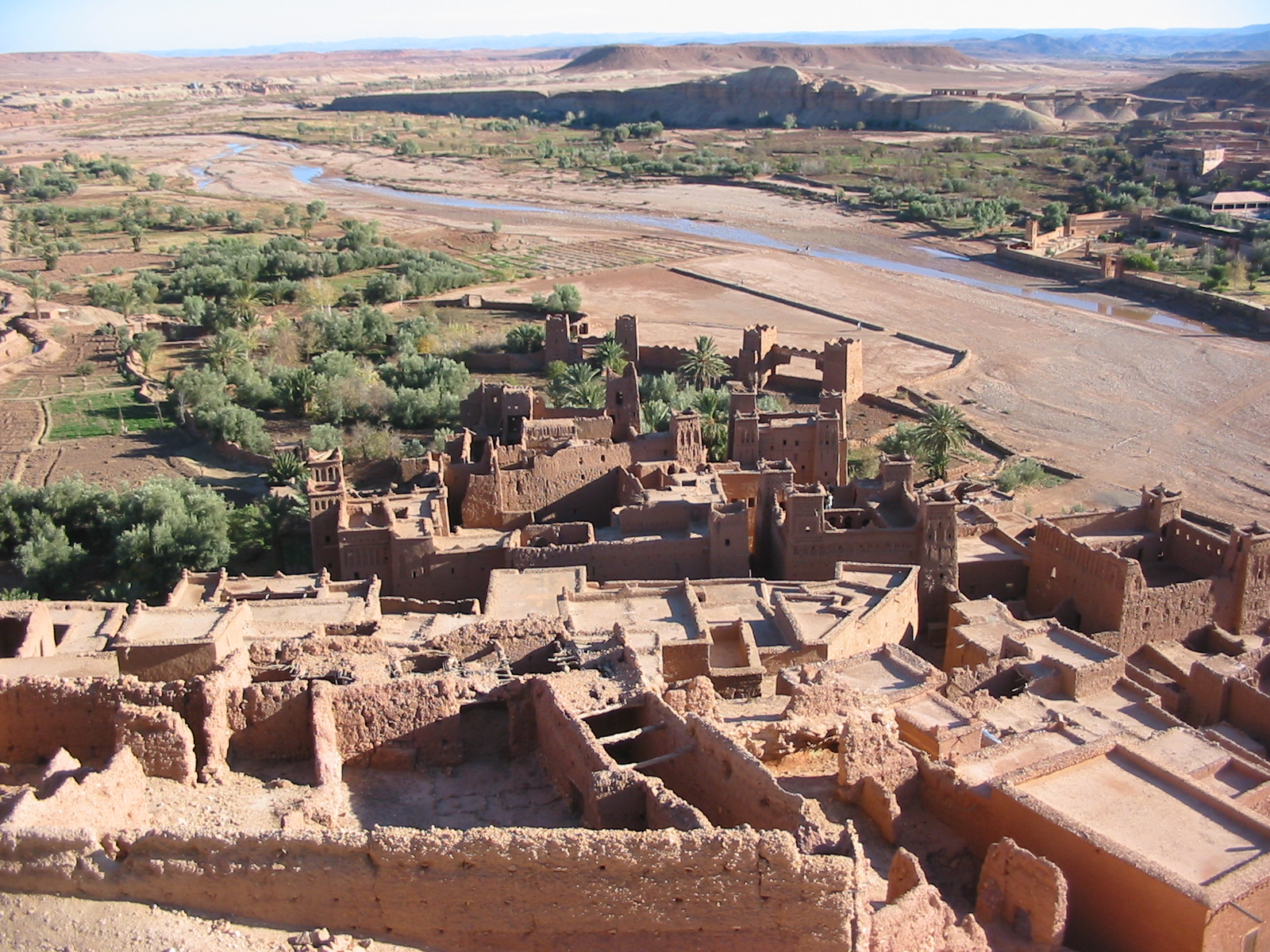
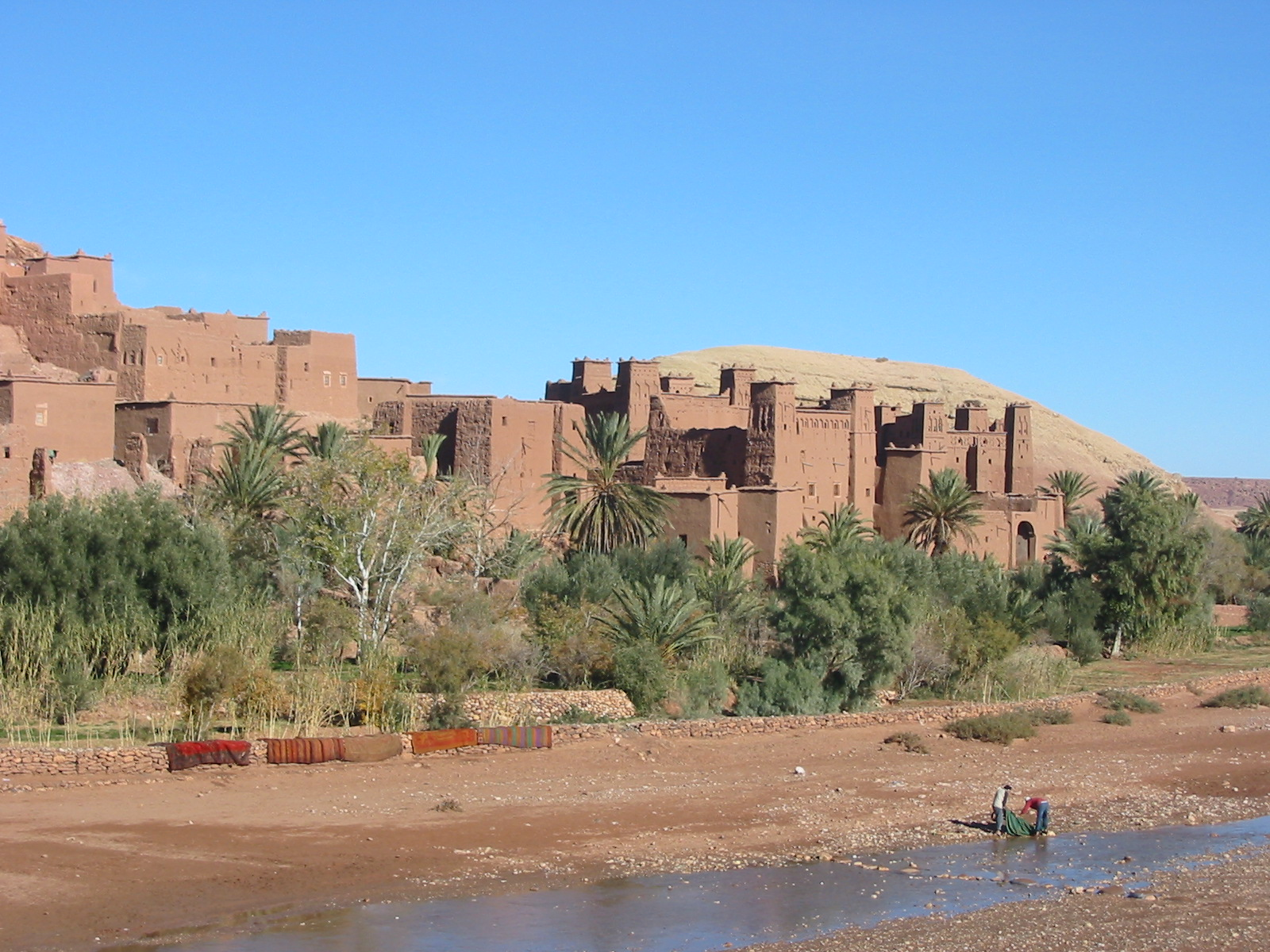
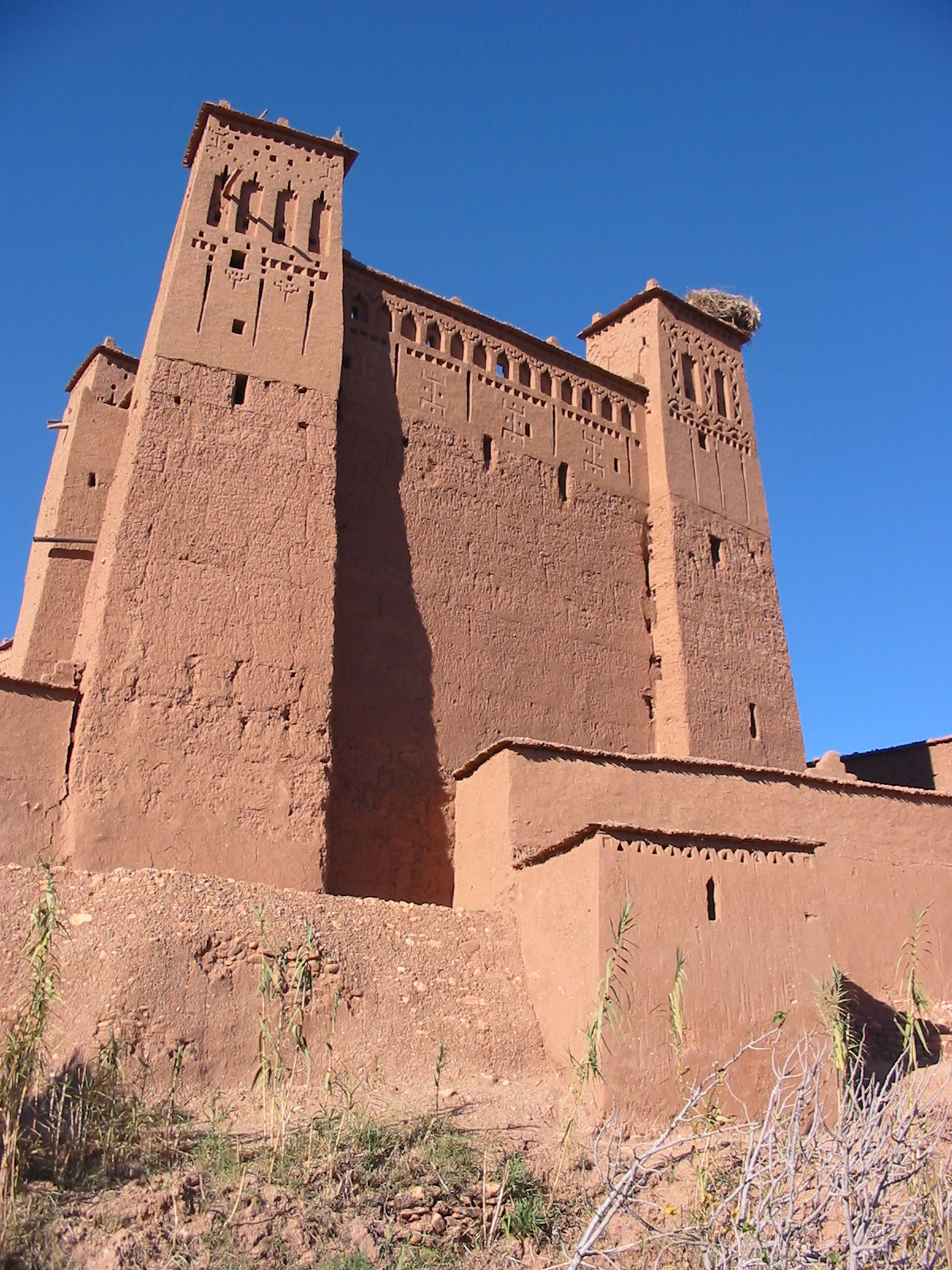
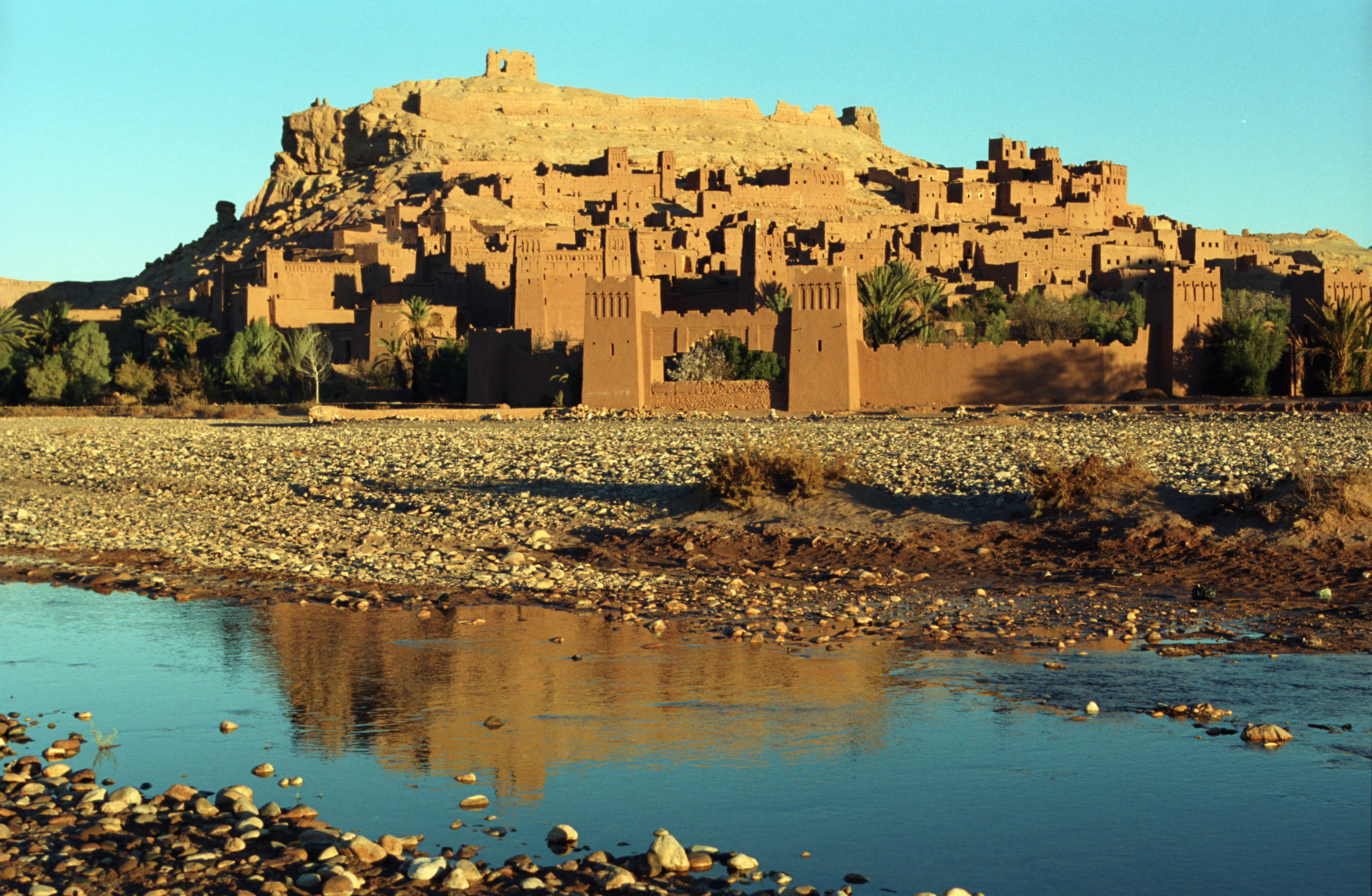
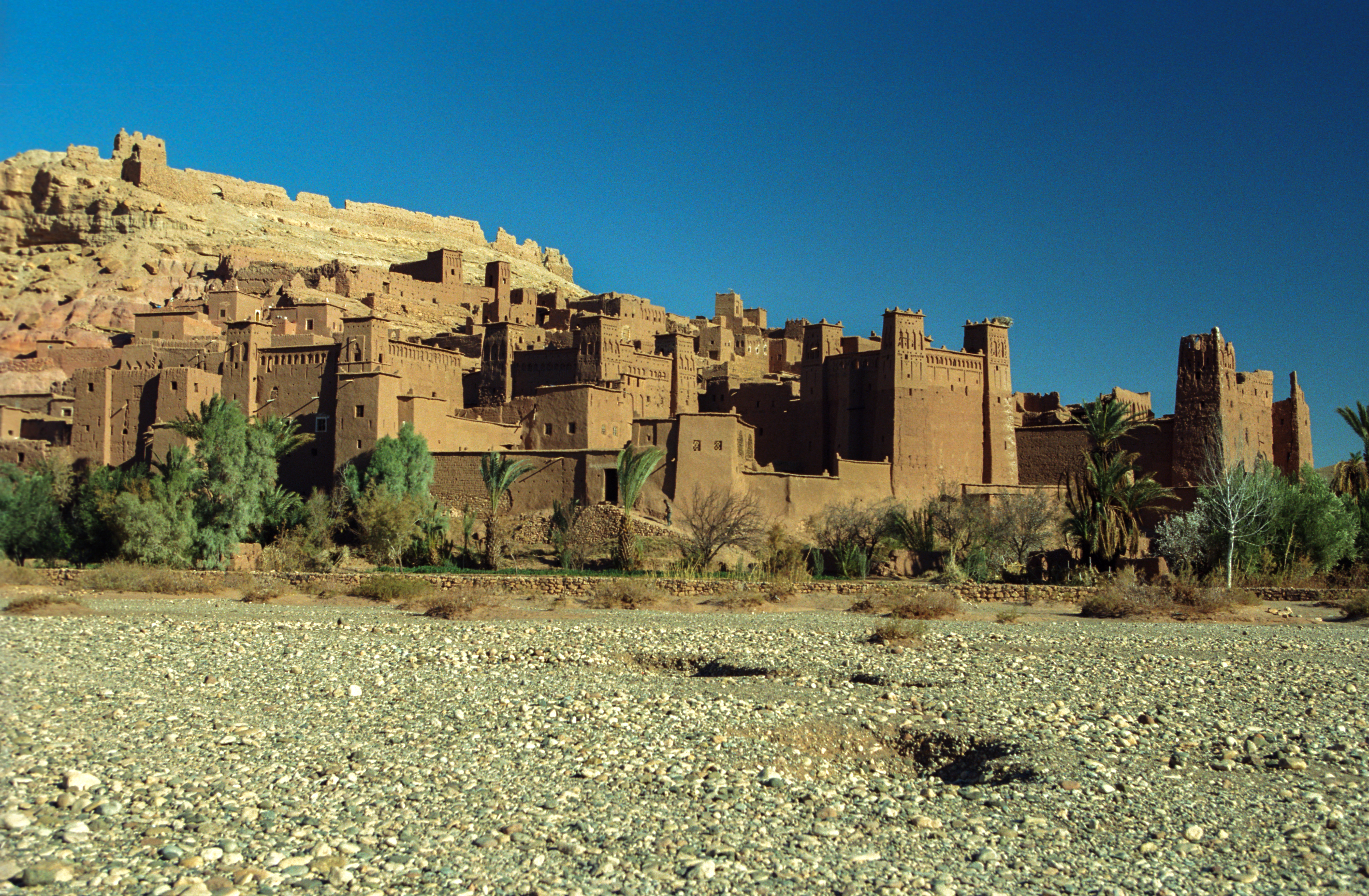
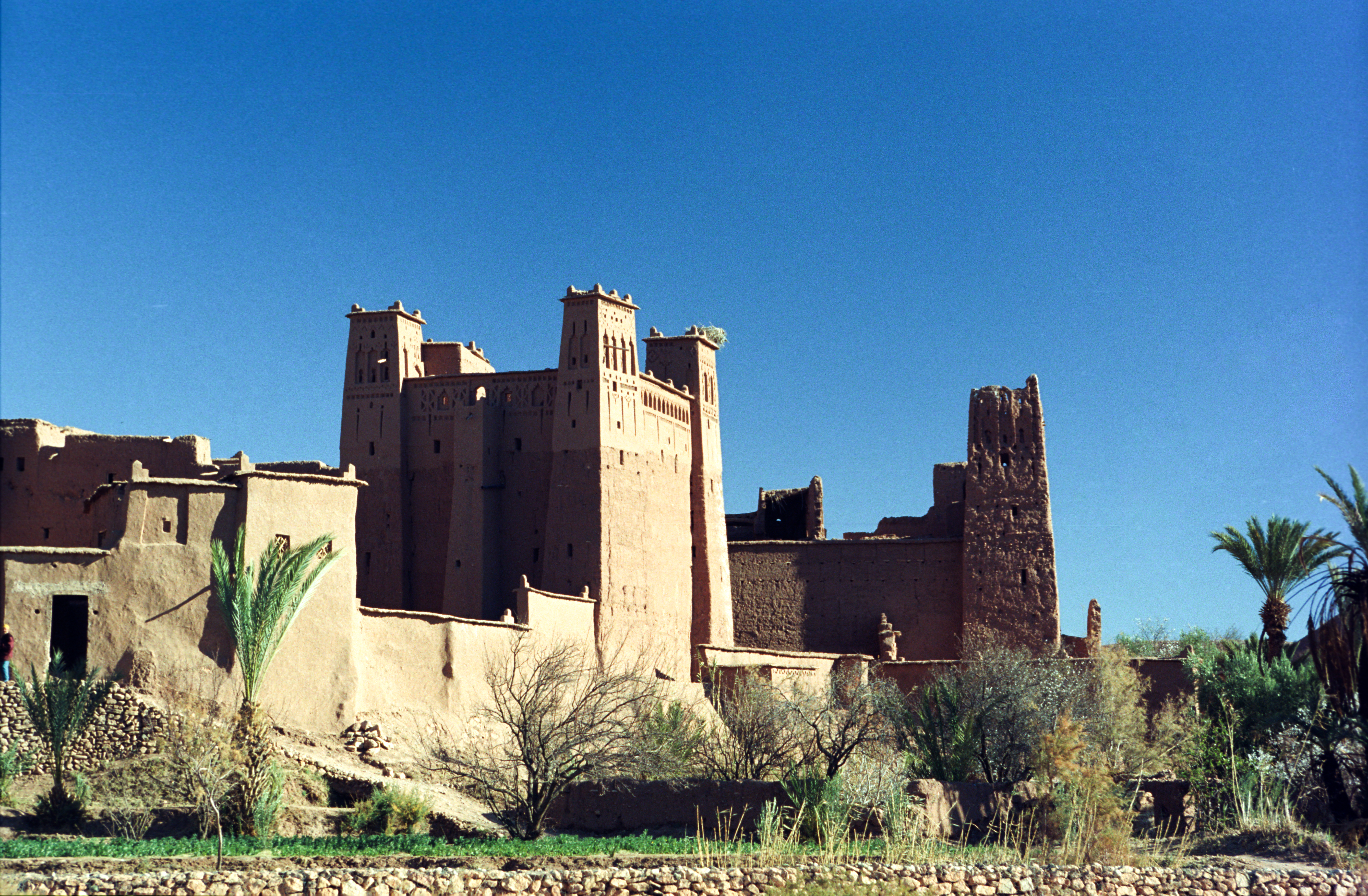
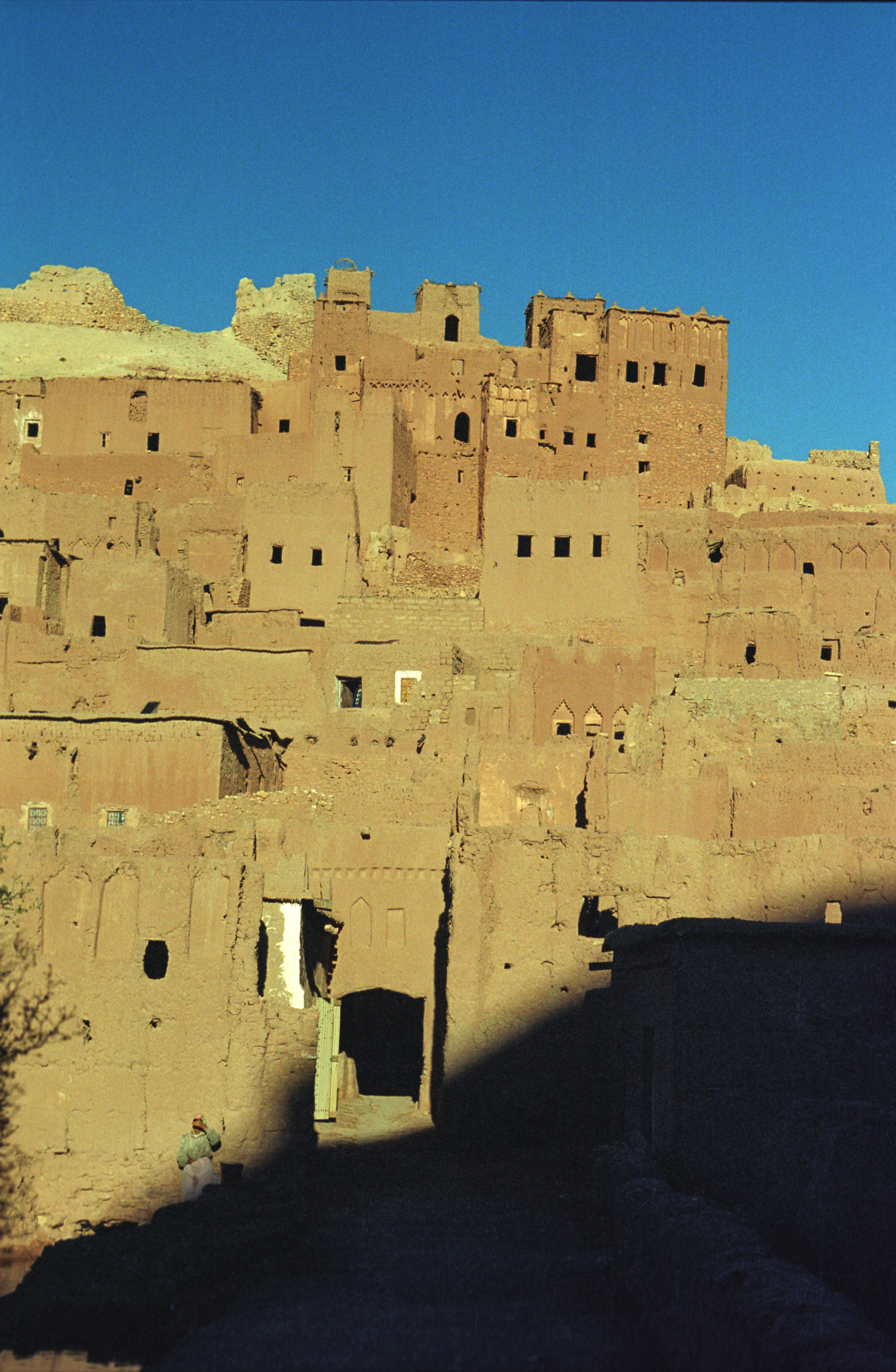
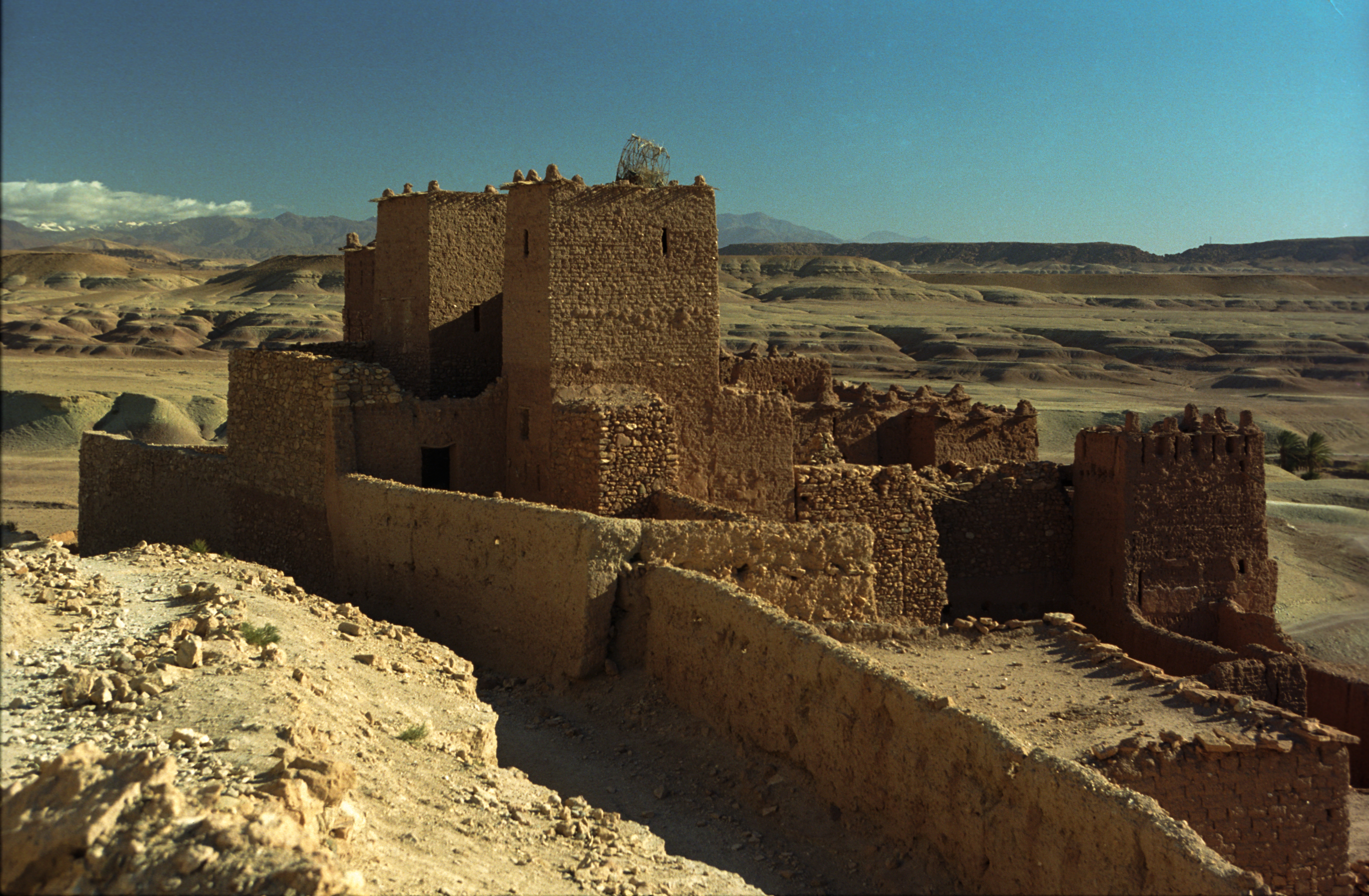
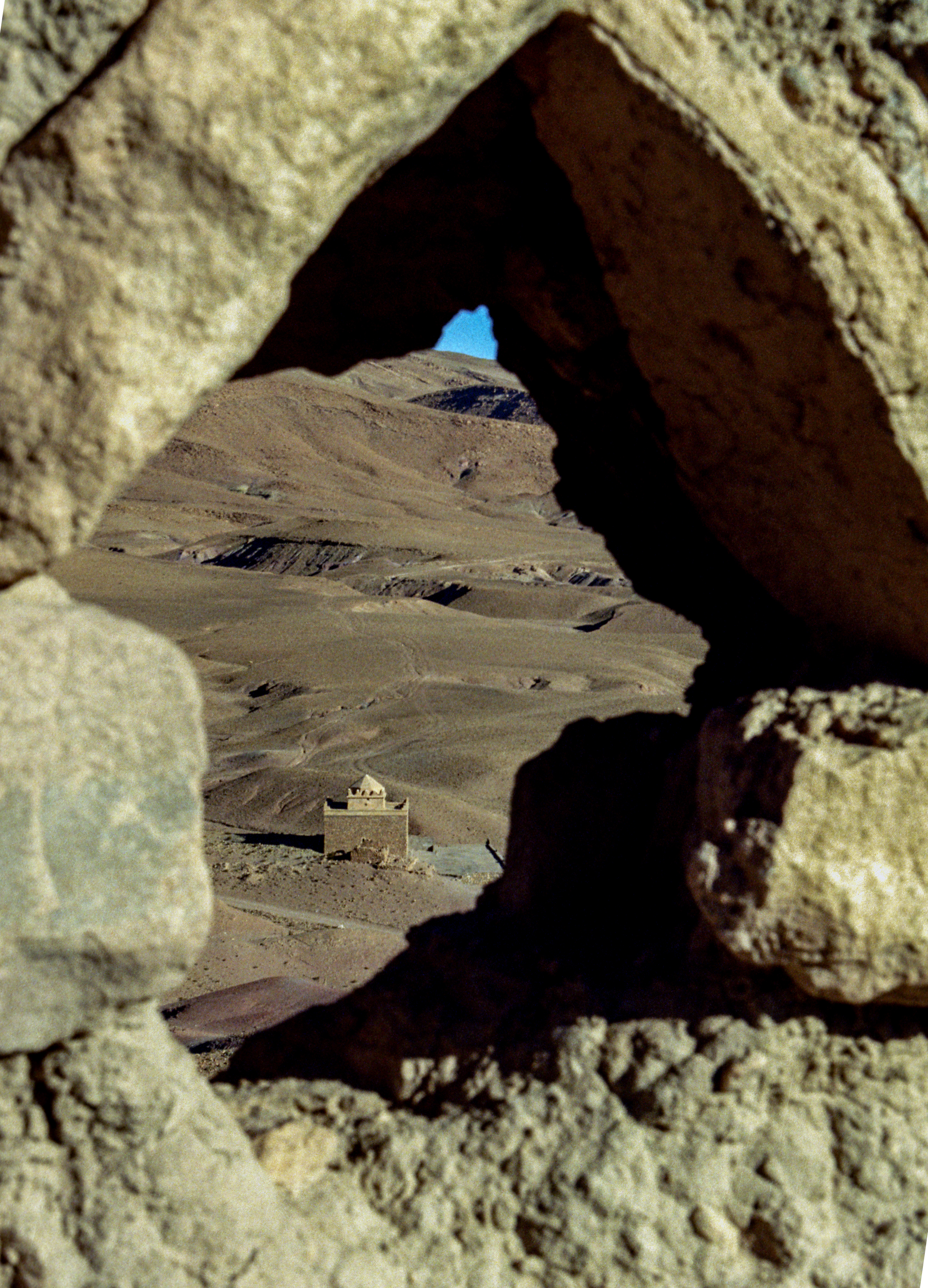